# Bill Romanowski
Bill Romanowski (Rockville, 2 de abril de 1966) é um ex-jogador profissional de futebol americano estadunidense que foi campeão da temporada de 1998 da National Football League jogando pelo Denver Broncos na posição de de Left Linebacker #32.

Na temporada de 1998 quando jogou pelo Denver Broncos conseguiu números incríveis, sendo nada menos que 7.5 sacks, 2 interceptações e recuperou 3 fumbles, sendo ainda nomeado para o ProBowl daquele ano.